# كلية البريمي الجامعية
كلية البريمي الجامعية هي أول كلية جامعية خاصة تنشأ في محافظة البريمي ومحافظة الظاهرة وقد انشأت ترجمة صادقة وتلبية حقيقية للدعوة السامية الكريمة التي أطلقها السلطان قابوس بن سعيد عند افتتاحه لمجلس عمان في عام 2003 ودعوته للقطاع الخاص للاستثمار في التعليم العالي من خلال إنشاء الجامعات والكليات الخاصة لإتاحة فرص أكبر للشباب العماني للدراسة في مختلف التخصصات لمواجهة متطلبات السوق من الأيدي العاملة المواطنة الماهرة لمواكبة المتغيرات الاقتصادية العالمية.

## رؤية ورسالة والأهداف

### رؤية
تسعى الكلية أن تكون مساهما وشريكا استراتيجيا في تحقيق التنمية الشاملة من خلال تقديم خدمات متميزة في مجال التعليم الجامعي والبحث العلمي وخدمة المجتمع.

### رسالة
الكلية هي إحدى مؤسسات التعليم العالي الخاصة وتتلخص رسالتها في:
بناء وتنمية روح الانتماء والولاء للوطن والقيادة
رفد مؤسسات المجتمع المحلي والإقليمي بطاقات وقوى بشرية مزودة بالعلم والمعرفة والمهارة التي تمكنها من تنفيذ أعمالها بكفاءة وفاعلية
تعزيز نشاط البحث العلمي الهادف بمضامينه وأبعاده التطبيقية الموجه لخدمة القطاعات الإنتاجية والخدمية المختلفة
تقديم خدمات استشارية وتدريبية متنوعة بكفاءة وفعالية وشفافية تامة ووفق معايير وممارسات عالمية مثلى

### أهداف[4]
المحور الأكاديمي
مراجعة وتطوير واستحداث برامج أكاديمية قادرة على مواكبة روح العصر وتلبي حاجة أسواق العمل المحلية والخارجية
استخدام تكنولوجيا المعلومات في جميع البرامج وتطوير قدرات أعضاء هيئة التدريس في هذا المجال بهدف توسيع قاعدة التعليم الإلكتروني.
التنويع في طرق ووسائل التدريس
تحقيق معايير الاعتماد العام والخاص.
تطبيق أسس ومعايير ضمان جودة البرامج الأكاديمية.
محور الطلبة
صقل شخصياتهم وتنمية مهاراتهم الشخصية وتعزيز قيم الولاء والانتماء لديهم. إثراء الثقافة الوطنية لدى الطلبة
تفعيل مشاركة الطلبة في صنع القرارات
تهيئة الطلبة لسوق العمل من خلال تزويدهم بالمهارات اللازمة وتوفير فرص الدعم والتدريب والتأهيل اللازم.
دعم القيم والعادات الايجابية في بناء وتطوير جيل الشباب الجامعي وتنمية ثقافة الديمقراطية وحقوق الإنسان والعدالة والمساواة
تعزيز الأنشطة الثقافية والاجتماعية والفنية والرياضية
دعم الطلبة المحتاجين ماديا ونفسيا
محور البحث العلمي
دعم مشاريع البحث العلمي التي تتناول حاجات مؤسسات المجتمع المختلفة (الأبحاث التطبيقية)
توثيق ونشر مخرجات البحث لغايات تعميم المعرفة.
تطبيق أسس ومعايير ضمان جودة البحث العلمي.
إتاحة الفرصة للأساتذة لزيارة المؤسسات المختلفة والمساهمة في معالجة مشاكل عملها.
المشاركة في المؤتمرات واللقاءات العلمية المحلية والخارجية.
توفير الدعم اللازم للبحث العلمي والبحث عن مصادر تمويل خارجية
محور خدمة المجتمع
بناء جسور من الثقة والشراكة مع مؤسسات المجتمع المحلي والعربي والدولي.
الشفافية والكفاءة الفعالة في تقديم الخدمة للمجتمع من تدريب ودراسات استشارية.
التحديث والتطوير في مستوى هذه الخدمات وفق مرجعيات عالمية وبالاستفادة من الممارسات المثلى في هذا المجال.
فتح مرافق الكلية أمام استخدام المجتمع المحلي.
دراسة إمكانيات الاستثمار في المشاريع التي يحتاجها السوق المحلي والتي تساهم في دعم التمويل الذاتي للكلية
تطبيق أسس ومعايير ضمان جودة خدمة المجتمع.
محور الأداء المؤسسي
تعزيز القدرات القيادية وتمكين العاملين من خلال تزويدهم بالمعارف والمعلومات والحوافز وتفعيل مشاركتهم في صنع القرار
العمل في إطار خطط إستراتيجية يتم إعدادها وفق أسس علمية سليمة.
الإدارة الفاعلة للموارد البشرية والمادية والتقنية والمعلوماتية.
إدارة العمليات بشفافية وكفاءة وتحسينها باستمرار وتبسيط الإجراءات.
استخدام تكنولوجيا المعلومات في حوسبة عمليات وخدمات الكلية بهدف تحويلها إلى كلية إلكترونية مستقبلا
قياس ومراجعة مؤشرات الأداء المؤسسي المتعلقة بالطلبة والعاملين والمجتمع.